# 第193回国会
第193回国会（だい193かいこっかい）とは、2017年（平成29年）1月20日に召集された通常国会である。会期は同年6月18日までの150日間であった。

## 概要
2016年（平成28年）8月3日に発足した第3次安倍第2次改造内閣が迎える初めての通常国会となる。
政府は、平成28年度第3次補正予算と平成29年度予算を提出し、同年1月31日に平成28年度第3次補正予算は成立した。
平成29年度予算の審議のうち、衆議院の審議では以下の事項が焦点となったのに加え、大阪府豊中市の国有地が鑑定価格よりも安く学校法人に売却されていた問題が焦点となった。
- 文部科学省天下り問題で前川喜平らが辞職。
- テロ等準備罪を新設する組織的犯罪処罰法改正法案について、金田勝年法務大臣から指示された法務省が「法案提出後、議論すべきだ」とする文書を示したことに野党が「質問封じである」と反発し、後に法務大臣が謝罪・文書を撤回したこと。
- 2017年5月26日、120年ぶりの民法の「債権」に関する大規模な改正が成立し、金田法務大臣から一礼がなされた[6]。
- 南スーダンでの国連平和維持活動に派遣されている陸上自衛隊の部隊の日報について、防衛省が「破棄した」としていたが、後に発見したとして公開したことや、自衛隊の日報に「戦闘」と記述されており、国際連合平和維持活動(PKO)の参加五原則に抵触するのではないかとされたこと。

政府は、2017年（平成29年）3月21日にテロ等準備罪を新設するための組織的犯罪処罰法等改正法案を提出した。ただ、テロ等準備罪は、共謀罪の構成要件を限定したものであるが、共謀罪を新設する法案をめぐっては、過去に3度廃案となっている。
また、政府は、同一労働同一賃金の実現を柱とする働き方改革関連法案を提出し、継続審議となっている裁量労働制の対象を拡大すること・高い年収で専門的な業務を行う労働者について本人の同意などを要件に労働時間規制の適用外とすることなどについて定める労働基準法改正法案とともに、審議を行う見込みである。
2016年（平成28年）8月8日に明仁天皇が生前退位（譲位）の意向がにじむ「おことば」を発表したことを受け、生前退位（譲位）を可能とする法整備が行われた。
通常国会では党首討論が行われてきたが、本国会では、行われなかった。

## 各党・会派の議席数
| 計475、2017年（平成29年）5月31日時点 - 自由民主党・無所属の会 - 291 - 民進党・無所属クラブ - 95 - 公明党 - 35 - 日本共産党 - 21 - 日本維新の会 - 15 - 自由党 - 2 - 社会民主党・市民連合 - 2 - 無所属 - 13 - 欠員 - 1 | 計242、2017年（平成29年）3月21日時点 - 自由民主党・こころ - 126 - 民進党・新緑風会 - 50 - 公明党 - 25 - 日本共産党 - 14 - 日本維新の会 - 12 - 希望の会（自由・社民） - 6 - 無所属クラブ - 4 - 沖縄の風 - 2 - 各派に属しない議員 - 3 |

## 審議議案

### 閣法（内閣提出法律案）
| 提出回次 | 番号 | 議案件名 | 結果 | 成立日  | 備考       |
| -------- | ---- | --- | ---- | ------- | ---------- |
| 189      | 63   | 民法の一部を改正する法律案 | 成立 | 5月26日 |            |
| 189      | 64   | 民法の一部を改正する法律の施行に伴う関係法律の整備等に関する法律案                                                                         | 成立 | 5月26日 |            |
| 189      | 69   | 労働基準法等の一部を改正する法律案 | 廃案 | 9月28日 | 衆議院解散 |
| 190      | 33   | 人事訴訟法等の一部を改正する法律案 | 廃案 | 9月28日 | 衆議院解散 |
| 190      | 56   | 臨床研究法案 | 成立 | 4月7日  |            |
| 192      | 16   | 商法及び国際海上物品運送法の一部を改正する法律案                                                                                           | 廃案 | 9月28日 | 衆議院解散 |
| 193      | 1    | 地方交付税法及び特別会計に関する法律の一部を改正する法律案                                                                                 | 成立 | 1月31日 |            |
| 193      | 2    | 独立行政法人日本学生支援機構法の一部を改正する法律案                                                                                       | 成立 | 3月31日 |            |
| 193      | 3    | 雇用保険法等の一部を改正する法律案 | 成立 | 3月31日 |            |
| 193      | 4    | 裁判所職員定員法の一部を改正する法律案 | 成立 | 4月12日 |            |
| 193      | 5    | 裁判所法の一部を改正する法律案 | 成立 | 4月19日 |            |
| 193      | 6    | 所得税法等の一部を改正する等の法律案 | 成立 | 3月27日 |            |
| 193      | 7    | 海上運送法及び船員法の一部を改正する法律案                                                                                                 | 成立 | 4月12日 |            |
| 193      | 8    | 住宅確保要配慮者に対する賃貸住宅の供給の促進に関する法律の一部を改正する法律案                                                             | 成立 | 4月19日 |            |
| 193      | 9    | 原子力損害賠償・廃炉等支援機構法の一部を改正する法律案                                                                                     | 成立 | 3月27日 |            |
| 193      | 10   | 地方税法及び航空機燃料譲与税法の一部を改正する法律案                                                                                       | 成立 | 3月27日 |            |
| 193      | 11   | 地方交付税法等の一部を改正する法律案 | 成立 | 3月27日 |            |
| 193      | 12   | 関税定率法等の一部を改正する法律案 | 成立 | 3月31日 |            |
| 193      | 13   | 国際開発協会への加盟に伴う措置に関する法律の一部を改正する法律案                                                                           | 成立 | 4月14日 |            |
| 193      | 14   | 義務教育諸学校等の体制の充実及び運営の改善を図るための公立義務教育諸学校の学級編制及び教職員定数の標準に関する法律等の一部を改正する法律案 | 成立 | 3月27日 |            |
| 193      | 15   | 地域包括ケアシステムの強化のための介護保険法等の一部を改正する法律案                                                                       | 成立 | 5月26日 |            |
| 193      | 16   | 厚生労働省設置法の一部を改正する法律案 | 成立 | 6月9日  |            |
| 193      | 17   | 原子力利用における安全対策の強化のための核原料物質、核燃料物質及び原子炉の規制に関する法律等の一部を改正する法律案                         | 成立 | 4月7日  |            |
| 193      | 18   | 駐留軍等の再編の円滑な実施に関する特別措置法の一部を改正する法律案                                                                         | 成立 | 3月27日 |            |
| 193      | 19   | 福島復興再生特別措置法の一部を改正する法律案                                                                                               | 成立 | 5月12日 |            |
| 103      | 20   | 在外公館の名称及び位置並びに在外公館に勤務する外務公務員の給与に関する法律の一部を改正する法律案                                           | 成立 | 3月31日 |            |
| 193      | 21   | 農業競争力強化支援法案 | 成立 | 5月12日 |            |
| 193      | 22   | 農業機械化促進法を廃止する等の法律案 | 成立 | 4月14日 |            |
| 193      | 23   | 主要農作物種子法を廃止する法律案 | 成立 | 4月14日 |            |
| 193      | 24   | 都市緑地法等の一部を改正する法律案 | 成立 | 4月28日 |            |
| 193      | 25   | 水防法等の一部を改正する法律案 | 成立 | 5月12日 |            |
| 193      | 26   | 防衛省設置法等の一部を改正する法律案 | 成立 | 5月26日 |            |
| 193      | 27   | 電波法及び電気通信事業法の一部を改正する法律案                                                                                             | 成立 | 4月28日 |            |
| 193      | 28   | 土地改良法等の一部を改正する法律案 | 成立 | 5月19日 |            |
| 193      | 29   | 農村地域工業等導入促進法の一部を改正する法律案                                                                                             | 成立 | 5月26日 |            |
| 193      | 30   | 企業立地の促進等による地域における産業集積の形成及び活性化に関する法律の一部を改正する法律案                                               | 成立 | 5月26日 |            |
| 193      | 31   | 中小企業の経営の改善発達を促進するための中小企業信用保険法等の一部を改正する法律案                                                         | 成立 | 6月7日  |            |
| 193      | 32   | 遺伝子組換え生物等の使用等の規制による生物の多様性の確保に関する法律の一部を改正する法律案                                                 | 成立 | 4月14日 |            |
| 193      | 33   | 絶滅のおそれのある野生動植物の種の保存に関する法律の一部を改正する法律案                                                                   | 成立 | 5月26日 |            |
| 193      | 34   | 精神保健及び精神障害者福祉に関する法律の一部を改正する法律案                                                                               | 廃案 | 9月28日 | 衆議院解散 |
| 193      | 35   | 農林物資の規格化等に関する法律及び独立行政法人農林水産消費安全技術センター法の一部を改正する法律案                                         | 成立 | 6月16日 |            |
| 193      | 36   | 地域の自主性及び自立性を高めるための改革の推進を図るための関係法律の整備に関する法律案                                                     | 成立 | 4月19日 |            |
| 193      | 37   | 金融商品取引法の一部を改正する法律案 | 成立 | 5月17日 |            |
| 193      | 38   | 銀行法等の一部を改正する法律案 | 成立 | 5月26日 |            |
| 193      | 39   | 独立行政法人国民生活センター法等の一部を改正する法律案                                                                                     | 成立 | 5月26日 |            |
| 193      | 40   | 畜産経営の安定に関する法律及び独立行政法人農畜産業振興機構法の一部を改正する法律案                                                         | 成立 | 6月9日  |            |
| 193      | 41   | 外国為替及び外国貿易法の一部を改正する法律案                                                                                               | 成立 | 5月17日 |            |
| 193      | 42   | 道路運送車両法の一部を改正する法律案 | 成立 | 5月19日 |            |
| 193      | 43   | 土壌汚染対策法の一部を改正する法律案 | 成立 | 5月12日 |            |
| 193      | 44   | 不動産特定共同事業法の一部を改正する法律案                                                                                                 | 成立 | 5月26日 |            |
| 193      | 45   | 地方公共団体情報システム機構法等の一部を改正する法律案                                                                                     | 成立 | 5月17日 |            |
| 193      | 46   | 電子委任状の普及の促進に関する法律案 | 成立 | 6月9日  |            |
| 193      | 47   | 刑法の一部を改正する改正案 | 成立 | 6月16日 | [ 13 ]     |
| 193      | 48   | 児童福祉法及び児童虐待の防止等に関する法律の一部を改正する法律案                                                                           | 成立 | 6月14日 |            |
| 193      | 49   | 水道法の一部を改正する法律案 | 廃案 | 9月28日 | 衆議院解散 |
| 193      | 50   | 旅館業法の一部を改正する法律案 | 廃案 | 9月28日 | 衆議院解散 |
| 193      | 51   | 地方公務員法及び地方自治法の一部を改正する法律案                                                                                           | 成立 | 5月11日 |            |
| 193      | 52   | 化学物質の審査及び製造等の規制に関する法律の一部を改正する法律案                                                                           | 成立 | 5月30日 |            |
| 193      | 53   | 医療分野の研究開発に資するための匿名加工医療情報に関する法律案                                                                             | 成立 | 4月28日 |            |
| 193      | 54   | 国家戦略特別区域法及び構造改革特別区域法の一部を改正する法律案                                                                             | 成立 | 6月16日 |            |
| 193      | 55   | 地方自治法等の一部を改正する法律案 | 成立 | 6月2日  |            |
| 193      | 56   | 学校教育法の一部を改正する法律案 | 成立 | 5月24日 |            |
| 193      | 57   | 医療法等の一部を改正する法律案 | 成立 | 6月7日  |            |
| 193      | 58   | 農業災害補償法の一部を改正する法律案 | 成立 | 6月16日 |            |
| 193      | 59   | 通訳案内士法及び旅行業法の一部を改正する法律案                                                                                             | 成立 | 5月26日 |            |
| 193      | 60   | 港湾法の一部を改正する法律案 | 成立 | 6月2日  |            |
| 193      | 61   | 住宅宿泊事業法案 | 成立 | 6月9日  | [ 14 ]     |
| 193      | 62   | 廃棄物の処理及び清掃に関する法律の一部を改正する法律案                                                                                     | 成立 | 6月9日  |            |
| 193      | 63   | 特定有害廃棄物等の輸出入等の規制に関する法律の一部を改正する法律案                                                                         | 成立 | 6月9日  |            |
| 193      | 64   | 組織的な犯罪の処罰及び犯罪収益の規制等に関する法律等の一部を改正する法律案                                                                 | 成立 | 6月15日 |            |
| 193      | 65   | 衆議院議員選挙区画定審議会設置法及び公職選挙法の一部を改正する法律の一部を改正する法律案                                                   | 成立 | 6月9日  | [ 15 ]     |
| 193      | 66   | 天皇の退位等に関する皇室典範特例法案 | 成立 | 6月9日  | [ 16 ]     |

### 衆法（衆議院議員提出法律案）
| 提出回次 | 番号 | 議案件名 | 結果 | 成立日  | 備考 |
| -------- | ---- | --- | ---- | ------- | ---- |
| 193      | 3    | 特殊土壌地帯災害防除及び振興臨時措置法の一部を改正する法律案 | 成立 | 3月31日 |      |
| 193      | 4    | 特定原子力事業所に係る核原料物質、核燃料物質及び原子炉の規制に関する法律の特例に関する法律案                                                                                 | 未了 |         | 廃案 |
| 193      | 5    | 過疎地域自立促進特別措置法の一部を改正する法律案 | 成立 | 3月31日 |      |
| 193      | 6    | 津波対策の推進に関する法律の一部を改正する法律案 | 成立 | 3月31日 |      |
| 193      | 9    | 独立行政法人日本スポーツ振興センター法の一部を改正する法律案 | 成立 | 3月31日 |      |
| 193      | 14   | 平成三十一年六月一日から同月十日までの間に任期が満了することとなる地方公共団体の議会の議員及び長の任期満了による選挙により選出される議会の議員及び長の任期の特例に関する法律 | 成立 | 5月12日 |      |
| 193      | 18   | 文化芸術振興基本法の一部を改正する法律案 | 成立 | 6月16日 |      |
| 193      | 19   | ホームレスの自立の支援等に関する特別措置法の一部を改正する法律 | 成立 | 6月14日 |      |
| 193      | 20   | 青少年が安全に安心してインターネットを利用できる環境の整備等に関する法律の一部を改正する法律案                                                                               | 成立 | 6月16日 |      |

### 参法（参議院議員提出法律案）
| 提出回次 | 番号 | 議案件名                                                 | 結果 | 成立日  | 備考 |
| -------- | ---- | -------------------------------------------------------- | ---- | ------- | ---- |
| 193      | 106  | 商業捕鯨の実施等のための鯨類科学調査の実施に関する法律案 | 成立 | 6月16日 |      |

### 条約
| 提出回次 | 番号 | 議案件名                                                                                    | 結果 | 承認日  | 備考   |
| -------- | ---- | ------------------------------------------------------------------------------------------- | ---- | ------- | ------ |
| 192      | 2    | 日・米物品役務相互提供協定                                                                  | 承認 | 4月14日 |        |
| 193      | 1    | 日・豪物品役務相互提供協定                                                                  | 承認 | 4月14日 |        |
| 193      | 2    | 日・英物品役務相互提供協定                                                                  | 承認 | 4月14日 |        |
| 193      | 3    | 日・印原子力協定                                                                            | 承認 | 6月7日  | [ 17 ] |
| 193      | 4    | 関税及び貿易に関する一般協定 譲許表第三十八表（日本国の譲許表）の修正及び訂正に関する確認書 | 承認 | 4月21日 |        |
| 193      | 5    | 北太平洋漁業委員会の特権及び免除に関する日本国政府と北太平洋漁業委員会との間の協定          | 承認 | 5月10日 |        |
| 193      | 6    | 違法漁業防止寄港国措置協定                                                                  | 承認 | 5月10日 |        |
| 193      | 7    | 名古屋議定書                                                                                | 承認 | 5月10日 | [ 17 ] |
| 193      | 8    | 名古屋・クアラルンプール補足議定書                                                          | 承認 | 5月10日 |        |
| 193      | 9    | 万国郵便連合憲章の第九追加議定書、万国郵便連合一般規則の第一追加議定書及び万国郵便条約      | 承認 | 4月21日 |        |
| 193      | 10   | 郵便送金業務に関する約定                                                                    | 承認 | 4月21日 |        |
| 193      | 11   | 日・ケニア投資協定                                                                          | 承認 | 6月9日  |        |
| 193      | 12   | 日・イスラエル投資協定                                                                      | 承認 | 6月9日  |        |
| 193      | 13   | 日・スロバキア社会保障協定                                                                  | 承認 | 6月16日 |        |
| 193      | 14   | 日・チェコ改正社会保障協定                                                                  | 承認 | 6月16日 |        |
| 193      | 15   | 日・スロバキア租税協定                                                                      | 承認 | 5月17日 |        |
| 193      | 16   | 日・ベルギー租税協定                                                                        | 承認 | 5月17日 |        |
| 193      | 17   | 日・ラトビア租税協定                                                                        | 承認 | 5月17日 |        |
| 193      | 18   | 日・オーストリア租税協定                                                                    | 承認 | 5月17日 |        |
| 193      | 19   | 日・バハマ租税情報交換協定改正議定書                                                        | 承認 | 5月17日 |        |

## 今国会の動き

### 召集前

#### 2016年（平成28年）
- 12月17日 - 第192回国会が閉会。

#### 2017年（平成29年）
- 1月10日 - 「平成二十九年一月二十日に、国会の常会を東京に召集する詔書」が公布[18]。
- 1月16日
  - 明仁天皇の生前退位（譲位）をめぐり、衆議院の議長・副議長と参議院の議長・副議長が全体会議を開き[19][20]、両院合同で各政党各会派から意見を聴取し議論を進めることを確認した[21][22]。
  - 自由民主党と日本のこころを大切にする党は、参議院の事務局に参議院での統一会派「自由民主党・こころ」の結成を届け出た[23]。

### 会期中

#### 1月
- 1月20日 - 召集[24][25]。
  - 開会式[26][27][28]。天皇が「お言葉」を述べた[注釈 4]。
  - 衆議院と参議院の本会議で、安倍晋三内閣総理大臣の施政方針演説[注釈 5]が行われた[29][30]。また、岸田文雄外務大臣の外交演説[注釈 6]、麻生太郎財務大臣の財政演説[注釈 7]と石原伸晃内閣府特命担当大臣（経済財政政策担当）の経済演説[注釈 8]がそれぞれ行われた（政府四演説）[31][32]。
- 1月23日 - 代表質問1日目。衆議院本会議で、民進党の野田佳彦幹事長、自由民主党の二階俊博幹事長と民進党の大串博志政務調査会長が質疑を行い、安倍晋三内閣総理大臣、塩崎恭久厚生労働大臣、加藤勝信内閣府特命担当大臣と松野博一文部科学大臣が答弁した[33][34][35]。
- 1月24日
  - 代表質問2日目。
    - 参議院本会議で、自由民主党の吉田博美参議院幹事長、民進党の蓮舫代表が質疑を行い、安倍晋三内閣総理大臣が答弁した[36][37][38]。
    - 衆議院本会議で、公明党の井上義久幹事長、日本共産党の志位和夫委員長と日本維新の会の馬場伸幸幹事長が質疑を行い、安倍晋三内閣総理大臣と石井啓一国土交通大臣が答弁した[39][40]。

  - 明仁天皇の生前退位（譲位）をめぐり、衆議院の議長・副議長と参議院の議長・副議長は、安倍晋三内閣総理大臣から「天皇の公務の負担軽減等に関する有識者会議」がとりまとめた「今後の検討に向けた論点の整理」の提示を受け[41][42]、その後各政党各会派の代表者に、提示を受けたことを報告して意見を聴取した[43][44][45][46]。
- 1月25日 - 明仁天皇の生前退位（譲位）をめぐり、全体会議が開かれ、各政党各会派の代表者は、前日に提示された「今後の検討に向けた論点の整理」について菅義偉内閣官房長官と担当する内閣総務官から説明を聴取した後、質疑を行った[47][48][49][50]。
- 1月27日 - 衆議院本会議で、平成28年度第3次補正予算が与党の自由民主党・公明党と日本維新の会などの賛成多数で可決された[51]。
- 1月31日
  - 参議院本会議で、平成28年度第3次補正予算が与党の自由民主党・公明党と日本維新の会などの賛成多数で可決され、成立した[52]。2016年（平成28年）に北海道や東北地方を襲った台風10号や熊本地震による災害からの復旧・復興のための費用として1955億円や北朝鮮による弾道ミサイル発射に対処するための費用として1706億円などを計上した。円高の影響により税収が想定を下回ったため、約1兆7000億円の赤字国債が追加発行された。年度途中での追加発行は7年ぶり[2][3]。
  - 2016年度（平成28年度）分の地方交付税について、国税の所得税、法人税、酒税、消費税と地方法人税の税収が落ち込み地方交付税が減少したため、一般会計から減額分を加算すること・加算した分を2017年度（平成29年度）から2021年度（令和3年度）までの地方交付税から減額することなどについて定める改正地方交付税法・特別会計法が成立[53]。

#### 2月
- 2月7日
  - 衆議院予算委員会で、文部科学省天下り問題をめぐり、公務員の再就職のあり方と行政改革について集中審議が行われ、辞職した前の文部科学事務次官や天下りのあっせんの仲介役となった人事課OBのほか、歴代の人事課長8人が参考人として出席した[54][55]。
  - 「日本のこころを大切にする党」が、この日の議員総会において「日本のこころ」へ党名変更することを決定した[56]。
- 2月10日 - 前日に衆議院本会議で国会同意人事が同意されたのに続き、参議院本会議で国会同意人事が同意された。この国会同意人事では、11機関の34人[注釈 9]が承認された[57][58]。
- 2月14日 - 衆議院予算委員会で、11日に行われた安倍晋三内閣総理大臣とドナルド・トランプ大統領との首脳会談を受けて、外交・通商政策について集中審議が行われた[59][60]。
- 2月15日
  - 参議院本会議で、11日に行われた安倍晋三内閣総理大臣とドナルド・トランプ大統領との首脳会談を受けて、安倍晋三内閣総理大臣が米国訪問に関する報告を行い、質疑がされた[61][62]。
  - 衆議院予算委員会は、愛知県と沖縄県で地方公聴会を行った[63]。
- 2月17日 - 衆議院予算委員会で、安倍内閣の基本姿勢・社会保障について、集中審議が行われた[64]。
- 2月20日 - 明仁天皇の生前退位（譲位）をめぐり、各政党各会派の代表者から意見が聴取され、自由民主党・公明党・日本のこころ・日本維新の会が一代限りの特別法による退位を主張したのに対し、民進党・日本共産党・社会民主党・自由党などが皇室典範を改正して恒久的制度を設けることを主張した[65][66][67][68]。
- 2月21日 - 衆議院予算委員会で、平成29年度予算について、公聴会が行われた[69]。
- 2月24日 - 衆議院予算委員会で、安倍内閣の基本姿勢について、集中審議が行われた[70]。
- 2月27日
  - 衆議院予算委員会で、平成29年度予算が与党の自由民主党・公明党の賛成多数で可決すべきものと議決された[71]。
  - 衆議院本会議で、平成29年度予算が与党の自由民主党・公明党などの賛成多数で可決された。27日の衆議院通過は戦後2番目の早さに並ぶ。憲法第60条の規定により参議院に送付されてから30日後に成立するため（衆議院の優越）、年度内の成立が確実になった[72][73]。

#### 3月
- 3月6日 - 参議院予算委員会で、財政・内外の諸情勢について、集中審議が行われた[74][75]。
- 3月8日 - 参議院本会議で、6日に行われた北朝鮮による弾道ミサイル発射に抗議する決議[注釈 10]が全会一致で可決された[76][77]。
- 3月9日
  - 衆議院本会議で、6日に行われた北朝鮮によるミサイルの発射に抗議する決議[注釈 11]が全会一致で可決された[78][79]。
  - 参議院予算委員会で、平成29年度予算について、公聴会が行われた[80]。
- 3月13日 - 参議院予算委員会で、社会保障・内外の諸情勢について、集中審議が行われた[81][82]。
- 3月17日
  - 衆参両院の予算委員会で、大阪府豊中市の国有地が学校法人森友学園に鑑定価格より低く売却されたことをめぐって森友学園の籠池泰典理事長の証人喚問を23日に行うことが全会一致で議決された[83]。
  - 自由民主党所属の白石徹衆議院議員が死去[84]。
- 3月23日 - 学校法人森友学園の国有地払い下げ問題に関連する同学園の籠池理事長の衆参両院の予算委員会で証人喚問が行われた[85]。
- 3月27日
  - 参議院本会議で、平成29年度予算が自民、公明両党などの賛成多数で可決・成立。一般会計の歳出規模は97兆4547億円で、保育士や介護職員の処遇改善や大学生向けの給付型奨学金の予算が盛り込まれた。また、高齢化に伴う社会保障費の膨張や防衛費などの増大により、5年連続で過去最大を更新した[86]。
  - 配偶者控除の年収要件を引き上げて所得税減税の適用対象を広げることを柱とする平成29年度税制改正関連法が成立[87]。
  - 発達障害のある子らが一部の授業を別室で受ける「通級指導」など、特別な指導が必要な子どもへの教員配置を手厚くする改正義務教育標準法が成立[88]。
- 3月31日
  - 事業収入が7118億円、事業支出が7020億円のNHK平成29年度予算が承認された[89]。
  - 低所得世帯の大学生らを対象にした返済不要の給付型奨学金を創設するための改正日本学生支援機構法が成立[90]。
  - 育児休業期間の延長や雇用保険料の引き下げを盛り込んだ改正雇用保険法など関連法が成立[91]。
  - 2015年国勢調査の結果を踏まえ、過疎市町村の指定要件を拡充する改正過疎地域自立促進特別措置法が成立[92]。

#### 4月
- 4月7日
  - 臨床研究の実施手続きや製薬企業から受けた資金提供について契約締結や公表を義務づける臨床研究法が成立[93]。
  - 原子力規制庁の検査官が原発に自由に立ち入ることができる「抜き打ち」方式の検査導入を盛り込んだ改正原子炉等規制法が成立[94]。
- 4月10日 - 民進党が、離党届を提出していた長島昭久衆議院議員の会派離脱届を衆議院事務局に提出し、長島議員は無所属となった[95]。
- 4月14日
  - 種子生産に民間企業の参入を促す狙いから、稲や麦、大豆の種子の生産、普及を都道府県に義務付ける主要農作物種子法廃止法が成立[96]。
  - 日本に直接的な攻撃がなくても米軍への弾薬提供が可能になる改定日米物品役務相互提供協定（ACSA）が承認された。また、日豪の改定ACSA、日英ACSAも同時に承認された[97]。
- 4月28日
  - 民間機関が個人の医療情報を大量に集めて分析し、企業や大学などに提供できるようにする次世代医療基盤法が成立[98]。
  - 公園内の保育所設置を全国で可能にすることを柱とする改正都市公園法などが成立[99]。
- 4月31日[要検証 – ノート] - 認可外保育所でも一定の基準を満たせば保育施設内の事故の際に公的補償が受けられるようにする改正独立行政法人日本スポーツ振興センター法が成立[100]。

#### 5月
- 5月9日 - 衆議院本会議にて、共謀罪の構成要件を厳格化した「テロ等準備罪」を新設する組織犯罪処罰法改正案の審議をめぐる委員会運営が強権的だとして民進党が提出していた、鈴木淳司法務委員長に対する解任決議案を与党などの反対多数で否決[101]。
- 5月10日 - 東京電力に福島第一原子力発電所の廃炉費用を安定的に確保させるための改正原子力損害賠償・廃炉等支援機構法が成立[102]。
- 5月11日 - 地方自治体の一般職の非常勤職員に期末手当を支給できるようにする改正地方自治法などが成立[103]。
- 5月12日
  - 肥料や農薬などの農業資材や流通加工分野の業界再編を促す農業競争力強化支援法が成立[104]。
  - 有害物質を扱う工場跡地の土壌調査を厳格化することを柱とした改正土壌汚染対策法が成立[105]。
  - 福島第一原子力発電所事故で立ち入りが制限されている帰還困難区域内に人が住めるよう拠点を整備し、国費で除染を進めることなどを柱とする改正福島復興再生特別措置法が成立[106]。
  - 洪水や土砂災害の恐れがある地域に立地する高齢者施設などに、避難計画の作成を義務付けることを柱とした改正水防法などが成立[107]。
- 5月17日
  - マイナンバー制度の個人番号カード発行を担う地方公共団体情報システム機構への監督強化を柱とする改正関連法が成立[108]。
  - 軍事転用可能な高度技術の海外流出を防ぐための罰則強化を柱とした改正外為法が成立[109]。
  - 企業に対し重要な情報の公平な開示を求めるルールなどを定めた改正金融商品取引法が成立[110]。
- 5月18日 - テロ等準備罪を新設する組織的犯罪処罰法改正案をめぐって民進・共産・自由・社民の野党4党が出した金田勝年法務大臣に対する不信任決議案が、衆院本会議で自民・公明・維新の会などの反対多数で否決[111]。
- 5月19日
  - テロ等準備罪を新設する組織犯罪処罰法改正案が、衆議院法務委員会で自民、公明の与党と日本維新の会の賛成多数で可決。民進党や共産党などは「質疑が不十分だ」などと猛反発し、怒号が飛び交う中での採決となった[112]。
  - 自動車の性能を偽る不正への罰則を強化した改正道路運送車両法が成立[113]。
  - 天皇の退位を実現する特例法案を政府が国会に提出した。当面は、皇族減少対策として、「女性宮家創設」を法案の付帯決議にどう盛り込むか、与野党の文言調整が焦点となる[114]。
- 5月23日 - 共謀罪の構成要件を改めたテロ等準備罪を新設する組織犯罪処罰法改正案が衆院本会議で採決され、自民・公明両党と日本維新の会などの賛成多数で可決。民進、共産など野党4党は採決に反対した[115]。
- 5月24日 - 質の高い職業人を育てるための「専門職大学」の創設を盛り込んだ改正学校教育法が成立[116]。
- 5月26日
  - 参議院本会議にて「天皇の退位等に関する皇室典範特例法案特別委員会」の設置が議決された。議決後に開催された委員会において自民党の尾辻秀久が委員長に互選された[117]。
  - 24日に参議院本会議で国会同意人事が同意されたのに続き、衆議院本会議で国会同意人事が同意された。この国会同意人事では、12機関の28人[注釈 12]が承認された[118]。
  - 企業や消費者の契約ルールを定める債権関係規定に関する改正民法が成立。民法制定以来約120年ぶりに債権部分を抜本的に見直したため、インターネット取引の普及など時代の変化に対応し、改正は約200項目に及んだ[119]。
  - 現役並みの所得がある高齢者が介護サービスを利用した際の自己負担割合を3割に引き上げ、現役世代が支払う保険料に新たに「総報酬割」の計算方法を導入することを柱とした改正介護保険関連法が成立[120]。
  - 自衛隊の装備品を他国に無償譲渡できるようにすること、陸上自衛隊の統一司令部となる「陸上総隊」創設などの改正自衛隊法が成立[121][122]。
  - 外国人に観光案内を行う「通訳案内士」の資格がなくても有償でガイドできるようにし、「ランドオペレーター」と呼ばれるツアー事業者については新たに資格を設け登録制とする改正通訳案内士法と改正旅行業法が成立[123][124]。
  - ITと金融を融合したフィンテックの普及を目指す改正銀行法が成立[125]。
  - 印鑑や彫刻などの象牙製品を扱う業者の登録制を導入し罰則を強化する改正種の保存法が成立[126]。
  - 空き家などの再生事業に地域の不動産会社などが参入し、小口投資家を募ることができる「小規模不動産特定共同事業」を創設することを柱とする改正不動産特定共同事業法が成立[127]。

#### 6月
- 6月2日
  - 天皇の譲位を可能にする特例法案「天皇の退位等に関する皇室典範特例法」が衆院本会議で可決された。前日の衆議院議院運営運営委員会においては、皇族減少への対策として「女性宮家の創設等」の検討を政府に求める付帯決議が採択されている[128]。
  - 地方自治体の監査制度の強化を柱とする改正地方自治法などが成立[129]。
  - 官民が連携して国際クルーズ客船の受け入れ拠点を整備する制度を盛り込んだ改正港湾法が成立[130]。
- 6月7日
  - 参議院本会議において、テロ等準備罪を新設する組織的犯罪処罰法改正案の審議に法務省刑事局長を政府参考人として常時出席させることを秋野公造法務委員長が職権で決めたことなどに反発し民進党が提出した、委員長解任決議案を自民、公明の与党と日本維新の会などの反対多数で否決[131]。
  - インドへの原発輸出を可能にする、日印原子力協定承認案が賛成多数で承認[132]。
  - 医療機関がホームページで治療効果に関する誇大な表現をすることを規制する改正医療法が成立[133]。
- 6月8日 - 衆議院本会議で、朝鮮総督府など戦時中の旧外地に関する1944、1945両年度の特別会計決算が承認。参議院では既に承認されており、会計上の戦後処理が終結した。承認の対象は、日本が統治していた「朝鮮」「台湾」「樺太」「関東州」「南洋」の5地域の運営に関する計10つ。両年度の剰余金・積立金計約7億8000万円は、2015年度の一般会計に組み入れられた[134]。
- 6月9日
  - 「天皇の退位等に関する皇室典範特例法」が、参議院本会議で自由党(採決時に退席)を除く全会一致を以て可決・成立[135]。
  - 衆院選の「一票の格差」を是正するため、19都道府県で過去最多の計97選挙区の区割りを見直す改正公職選挙法が成立[136]。
  - 住宅の部屋に旅行者を有料で泊める民泊を全国で解禁する住宅宿泊事業法が成立[137]。
  - 指定された団体に出荷した場合に限っていた補助金の支給対象を拡大し酪農家が生乳の出荷先をより自由に選べる環境を整える改正畜産経営安定法が成立[138]。
- 6月14日
  - 参議院本会議で、民進党と共産党が提出した金田勝年法務大臣の問責決議案の採択が行われ、自民、公明両党などの反対多数で否決した。提出理由には「テロ等準備罪」を新設する組織的犯罪処罰法改正案に関して、大臣の「答弁能力の欠如」などを理由に挙げていた[139]。
  - 参議院本会議で、国家戦略特区での学校法人「加計学園」の獣医学部の新設をめぐり、民進党が提出した山本幸三地方創生担当大臣に対する問責決議案の採決が行われ、自民・公明両党や日本維新の会などの反対多数で否決された[140]。
  - 参議院本会議で、山本順三議院運営委員長に対する解任決議案の採決が行われ、反対多数で否決された[141]。
  - 都道府県議会や市、特別区議会の議員選挙で、選挙運動用のビラ配布を解禁する改正公選法が成立[142]。
  - 増え続ける児童虐待への対応を強化するため、家庭裁判所の関与強化を柱とした改正児童福祉法などが成立[143]。
- 6月15日
  - 衆議院本会議で、民進、共産、自由、社民の野党4党が提出した安倍内閣不信任決議案が、与党と日本維新の会などの反対多数で否決された[144]。
  - 参議院本会議で、「共謀罪」の構成要件を改めた「テロ等準備罪」を新設する改正組織的犯罪処罰法が、自民、公明の与党両党と日本維新の会などの賛成多数で可決、成立した。与党は参院法務委員会での採決を省略する「中間報告」の手続きをとったため委員会採決は行われなかった[145]。
- 6月16日 - 強姦罪の刑を重くし、男性も被害者になり得る「強制性交等罪」に改めるのが柱の、性犯罪を厳罰化する改正刑法が参院本会議で、全会一致で可決、成立した[146]。
- 6月18日 - 会期末[147]。

## 委員会・審査会・調査会
| 委員会・審査会                                     | 委員長・会長 | 所属会派               |
| -------------------------------------------------- | ------------ | ---------------------- |
| 内閣委員会                                         | 秋元司       | 自由民主党・無所属の会 |
| 総務委員会                                         | 竹内譲       | 公明党                 |
| 法務委員会                                         | 鈴木淳司     | 自由民主党・無所属の会 |
| 外務委員会                                         | 三ツ矢憲生   | 自由民主党・無所属の会 |
| 財務金融委員会                                     | 御法川信英   | 自由民主党・無所属の会 |
| 文部科学委員会                                     | 永岡桂子     | 自由民主党・無所属の会 |
| 厚生労働委員会                                     | 丹羽秀樹     | 自由民主党・無所属の会 |
| 農林水産委員会                                     | 北村茂男     | 自由民主党・無所属の会 |
| 経済産業委員会                                     | 浮島智子     | 公明党                 |
| 国土交通委員会                                     | 西銘恒三郎   | 自由民主党・無所属の会 |
| 環境委員会                                         | 平将明       | 自由民主党・無所属の会 |
| 安全保障委員会                                     | 山口壯       | 自由民主党・無所属の会 |
| 国家基本政策委員会                                 | 棚橋泰文     | 自由民主党・無所属の会 |
| 予算委員会                                         | 浜田靖一     | 自由民主党・無所属の会 |
| 決算行政監視委員会                                 | 玄葉光一郎   | 民進党・無所属クラブ   |
| 議院運営委員会                                     | 佐藤勉       | 自由民主党・無所属の会 |
| 懲罰委員会                                         | 大島敦       | 民進党・無所属クラブ   |
| 災害対策特別委員会                                 | 秋葉賢也     | 自由民主党・無所属の会 |
| 政治倫理の確立及び公職選挙法改正に関する特別委員会 | 竹本直一     | 自由民主党・無所属の会 |
| 沖縄及び北方問題に関する特別委員会                 | 鈴木克昌     | 民進党・無所属クラブ   |
| 北朝鮮による拉致問題等に関する特別委員会           | 城内実       | 自由民主党・無所属の会 |
| 消費者問題に関する特別委員会                       | 原田義昭     | 自由民主党・無所属の会 |
| 科学技術・イノベーション推進特別委員会             | 松野頼久     | 民進党・無所属クラブ   |
| 東日本大震災復興特別委員会                         | 鈴木俊一     | 自由民主党・無所属の会 |
| 原子力問題調査特別委員会                           | 三原朝彦     | 自由民主党・無所属の会 |
| 地方創生に関する特別委員会                         | 木村太郎     | 自由民主党・無所属の会 |
| 憲法審査会                                         | 森英介       | 自由民主党・無所属の会 |
| 情報監視審査会                                     | 額賀福志郎   | 自由民主党・無所属の会 |
| 政治倫理審査会                                     | 逢沢一郎     | 自由民主党・無所属の会 |

| 委員会・審査会・調査会                         | 委員長・会長 | 所属会派           |
| ---------------------------------------------- | ------------ | ------------------ |
| 内閣委員会                                     | 難波奨二     | 民進党・新緑風会   |
| 総務委員会                                     | 横山信一     | 公明党             |
| 法務委員会                                     | 秋野公造     | 公明党             |
| 外交防衛委員会                                 | 宇都隆史     | 自由民主党・こころ |
| 財政金融委員会                                 | 藤川政人     | 自由民主党・こころ |
| 文教科学委員会                                 | 赤池誠章     | 自由民主党・こころ |
| 厚生労働委員会                                 | 羽生田俊     | 自由民主党・こころ |
| 農林水産委員会                                 | 渡辺猛之     | 自由民主党・こころ |
| 経済産業委員会                                 | 小林正夫     | 民進党・新緑風会   |
| 国土交通委員会                                 | 増子輝彦     | 民進党・新緑風会   |
| 環境委員会                                     | 森まさこ     | 自由民主党・こころ |
| 国家基本政策委員会                             | 柳田稔       | 民進党・新緑風会   |
| 予算委員会                                     | 山本一太     | 自由民主党・こころ |
| 決算委員会                                     | 岡田広       | 自由民主党・こころ |
| 行政監視委員会                                 | 佐藤信秋     | 自由民主党・こころ |
| 議院運営委員会                                 | 山本順三     | 自由民主党・こころ |
| 懲罰委員会                                     | 溝手顕正     | 自由民主党・こころ |
| 災害対策特別委員会                             | 若松謙維     | 公明党             |
| 沖縄及び北方問題に関する特別委員会             | 藤井基之     | 自由民主党・こころ |
| 政治倫理の確立及び選挙制度に関する特別委員会   | 有田芳生     | 民進党・新緑風会   |
| 北朝鮮による拉致問題等に関する特別委員会       | 山谷えり子   | 自由民主党・こころ |
| 政府開発援助等に関する特別委員会               | 野村哲郎     | 自由民主党・こころ |
| 消費者問題に関する特別委員会                   | 石井みどり   | 自由民主党・こころ |
| 東日本大震災復興特別委員会                     | 櫻井充       | 民進党・新緑風会   |
| 天皇の退位等に関する皇室典範特例法案特別委員会 | 尾辻秀久     | 自由民主党・こころ |
| 国際経済・外交に関する調査会                   | 鴻池祥肇     | 自由民主党・こころ |
| 国民生活・経済に関する調査会                   | 川田龍平     | 民進党・新緑風会   |
| 資源エネルギーに関する調査会                   | 金子原二郎   | 自由民主党・こころ |
| 憲法審査会                                     | 柳本卓治     | 自由民主党・こころ |
| 情報監視審査会                                 | 中曽根弘文   | 自由民主党・こころ |
| 政治倫理審査会                                 | 吉田博美     | 自由民主党・こころ |